# ویگن زینعلی
ویگن زینعلی  یک بازیکن بازنشسته فوتبال ارمنی‌تبار اهل ایران است.
از باشگاه‌هایی که در آن بازی کرده‌است می‌توان به آرارات تهران و باشگاه فوتبال استقلال تهران اشاره کرد.